# Тюльпанова лихоманка
«Тюльпанова лихоманка» (англ. Tulip Fever) — американсько-англійська кіномелодрама режисера Джастіна Чедвіка, що вийшла 2017 року. Стрічка розповідає про кохання двох під час тюльпаноманії у 17 сторіччі. У головних ролях Алісія Вікандер, Дейн ДеГаан, Зак Галіфіанакіс.
Вперше фільм продемонстрували 13 липня 2017 року у широкому кінопрокаті у низці країн світу, а в Україні показ розпочався 14 вересня 2017 року.

## Сюжет
Події стрічки відбуваються у 17 сторіччі у Нідерландах під час тюльпаноманії. У молодого художника Яна ван Лооса Корнеліс Сандвоорт замовляє портрет своєї молодої дружини Софії. Ян і Софія закохуються і вирішуються зайнятися ризикований квітковим бізнесом, в надії, що це дозволить їм бути разом.

## У ролях
| Актор              | Персонаж           | Роль                  |
| ------------------ | ------------------ | --------------------- |
| Алісія Вікандер    | Софія              | дружина Корнеліса     |
| Дейн ДеГаан        | Ян ван Лоос        | художник              |
| Зак Галіфіанакіс   | Герріт             |                       |
| Джуді Денч         |                    | Ігуменя Святої Урсули |
| Крістоф Вальц      | Корнеліс Сандвоорт | чоловік Софії         |
| Джек О'Коннелл     | Вільям             |                       |
| Голлідей Ґрейнджер | Марія              |                       |
| Кара Делевінь      | Генрієтта          |                       |
| Том Голландер      | Сор                |                       |

## Створення фільму

### Творча група
- Кінорежисер — Джастін Чедвік
- Сценарист — Том Стоппард
- Кінопродюсери — Елісон Овен і Гарві Вайнштейн
- Виконавчі продюсери — Марія Кестоун, Моллі Коннерс, Сара Джонсон, Патрік Томпсон, Крістофер Вудроу
- Композитор — Денні Ельфман
- Кінооператор — Ейджіл Бріл
- Кіномонтаж — Рік Рассел
- Підбір акторів — Шахін Баіг
- Художник-постановник — Саймон Елліотт
- Артдиректори — Роксана Александру, Вілл Кобро, Білл Кратчер, Нік Дент
- Художник по костюмах — Майкл О'Коннор[8].

### Виробництво
Зйомки фільму розпочалися 15 травня 2014 року і завершилися 15 липня 2014 року.

## Сприйняття

### Оцінки та критика
Від кінокритиків фільм отримав погані відгуки: Rotten Tomatoes дав оцінку 8 % на основі 41 відгуку від критиків (середня оцінка 4,2/10). Загалом на сайті фільм має погані оцінки, фільму зарахований «гнилий помідор» від фахівців, Metacritic — 38/100 на основі 21 відгуку критиків. Загалом на цьому ресурсі від фахівців фільм отримав погані відгуки.
Від пересічних глядачів фільм отримав змішано-погані відгуки: на Rotten Tomatoes 53 % зі середньою оцінкою 3,3/5 (4 719 голосів), фільму зарахований «розсипаний попкорн», на Metacritic — 4,9/10 на основі 16 голосів, Internet Movie Database — 6,3/10 (1 507 голосів).

### Касові збори
Під час показу у США, що розпочався 1 вересня 2017 року, протягом першого тижня фільм був показаний у 765 кінотеатрах і зібрав 1 158 017 $, що на той час дозволило йому зайняти 23 місце серед усіх прем'єр. Станом на 12 вересня 2017 року показ фільму триває 12 днів (1,7 тижня), зібравши у прокаті в США 2 029 890 доларів США, а у решті світу 2 536 143 $ (за ішими даними 653 687 $), тобто загалом 4 566 033 $ (за ішими даними 2 683 577 $) при бюджеті 25 млн доларів США.

## Виноски
1. 1 2 3 4 5 6  ČSFD — 2001.
2. 1 2  Тюльпанова лихоманка. Kinomania. Архів оригіналу за 14 вересня 2017. Процитовано 13 грудня 2016.
3. 1 2  Tulip Fever: Release Info (англ.). Internet Movie Database. Процитовано 11 вересня 2017.
4. 1 2  Тюльпанова лихоманка. Kino-teatr.ua. Процитовано 11 вересня 2017.
5. 1 2  David Sims (31 серпня 2017). The Long, Strange Trip of Tulip Fever to Theaters (англійською) . The Atlantic. Архів оригіналу за 4 вересня 2017. Процитовано 14 вересня 2017.
6. 1 2 3 4  Tulip Fever (англійською) . Box Office Mojo. Процитовано 14 вересня 2017.
7. 1 2 3 4  Tulip Fever (2017) (англійською) . The Numbers. Процитовано 14 вересня 2017.
8. ↑  Tulip Fever: Full Cast & Crew (англ.). Internet Movie Database. Процитовано 13 грудня 2016.
9. ↑  SSN Insider Staff (19 травня 2014). On The Set For 5/19/14: Christoph Waltz-Starrer ‘Tulip Fever’ Starts For The Weinstein Co (англ.). SSN Insider. Архів оригіналу за 15 вересня 2015. Процитовано 13 грудня 2016.
10. ↑  SSN Insider Staff (21 липня 2014). On The Set For 7/21/14: Meg Ryan Directs & Stars In ‘Ithaca’ Adaptation Starting For Playtone, TWC’s ‘Tulip Fever’ Wraps (англ.). SSN Insider. Процитовано 13 грудня 2016.
11. 1 2  Tulip Fever (англійською) . Rotten Tomatoes. Процитовано 14 вересня 2017.
12. 1 2  Tulip Fever (англійською) . Metacritic. Процитовано 14 вересня 2017.
13. ↑  Tulip Fever (англійською) . Internet Movie Database. Процитовано 14 вересня 2017.